# Kajakarstwo na Letnich Igrzyskach Olimpijskich 2008 – slalom C-2 mężczyzn
Slalom C-2 mężczyzn to jedna z konkurencji w kajakarstwie górskim rozgrywanych podczas Letnich Igrzysk Olimpijskich 2008. Kajakarze rywalizowali między 13 a 15 sierpnia na torze Park Olimpijski Shunyi w Pekinie.

## Terminarz
Wszystkie godziny są podane w czasie pekińskim (UTC+08:00)
| Data             | Godzina |                         |
| ---------------- | ------- | ----------------------- |
| 13 sierpnia 2008 | 15:00   | Eliminacje - 1 przejazd |
| 13 sierpnia 2008 | 16:45   | Eliminacje - 2 przejazd |
| 14 sierpnia 2008 | 15:00   | Półfinał                |
| 15 sierpnia 2008 | 16:45   | Finał                   |

## System rozgrywek
Rozgrywki rozpoczęły się od eliminacji. Każda osada miała prawo do dwóch przejazdów. Pod uwagę brany był łączny czas obu przejazdów. Do półfinału awansowało dziesięć najlepszych osad.
W półfinale, jak również w finale, każda z osad miała tylko jeden przejazd. Do finału awansowało sześć osad z najlepszymi czasami w półfinale. Na końcowy wynik składał się łączny czas przejazdu półfinałowego i finałowego.

## Wyniki

### Eliminacje
| Miejsce | Zawodnicy                             | Przejazd 1 | Przejazd 1 | Przejazd 1 | Przejazd 2 | Przejazd 2 | Przejazd 2 | Najlepszy czas | Najlepszy czas | Uwagi |
| Miejsce | Zawodnicy                             | Czas [s]   | Kary [s]   | Poz.       | Czas [s]   | Kary [s]   | Poz.       | Czas [s]       | Różnica [s]    | Uwagi |
| ------- | ------------------------------------- | ---------- | ---------- | ---------- | ---------- | ---------- | ---------- | -------------- | -------------- | ----- |
| 1.      | Pavol Hochschorner Peter Hochschorner | 93,69      | 0          | 1.         | 93,04      | 0          | 2.         | 186,73         | 0,00           | Q     |
| 2.      | Cédric Forgit Martin Braud            | 96,17      | 0          | 4.         | 92,39      | 0          | 1.         | 188,56         | + 1,83         | Q     |
| 3.      | Hu Minghai Shu Junrong                | 95,30      | 2          | 5.         | 93,34      | 0          | 3.         | 190,64         | + 3,91         | Q     |
| 4.      | Jaroslav Volf Ondřej Štěpánek         | 91,78      | 2          | 2.         | 93,16      | 4          | 5.         | 190,94         | + 4,21         | Q     |
| 5.      | Felix Michel Sebastian Piersig        | 96,04      | 0          | 3.         | 96,33      | 0          | 4.         | 192,37         | + 5,64         | Q     |
| 6.      | Michaił Kuzniecow Dmitrij Łarionow    | 96,43      | 2          | 7.         | 97,65      | 0          | 6.         | 196,08         | + 9,35         | Q     |
| 7.      | Paweł Sarna Marcin Pochwała           | 98,38      | 0          | 6.         | 100,37     | 0          | 8.         | 198,75         | + 12,02        | Q     |
| 8.      | Andrea Benetti Erik Masoero           | 100,08     | 0          | 9.         | 102,20     | 0          | 9.         | 202,28         | + 15,55        | Q     |
| 9.      | Mark Bellofiore Lachie Milne          | 96,61      | 8          | 11.        | 96,21      | 2          | 7.         | 202,82         | + 16,09        | Q     |
| 10.     | Masatoshi Sanma Hiroyuki Nagao        | 99,47      | 0          | 8.         | 111,09     | 2          | 113,09     | 212,56         | + 25,83        | Q     |
| 11.     | Rick Powell Casey Eichfeld            | 101,69     | 0          | 10.        | 99,65      | 52         | 11.        | 253,34         | + 66,61        |       |
| 12.     | Cyprian Ngidi Cameron McIntosh        | 117,83     | 2          | 12.        | 105,37     | 52         | 12.        | 277,20         | + 90,47        |       |

### Półfinał
| Miejsce | Zawodnicy                             | Czas [s] | Kary [s] | Czas Łącznie [s] | Różnica [s] | Uwagi |
| ------- | ------------------------------------- | -------- | -------- | ---------------- | ----------- | ----- |
| 1.      | Felix Michel Sebastian Piersig        | 94,38    | 0        | 94,38            | 0,00        | Q     |
| 2.      | Pavol Hochschorner Peter Hochschorner | 92,88    | 2        | 94,88            | + 0,50      | Q     |
| 3.      | Jaroslav Volf Ondřej Štěpánek         | 95,33    | 0        | 95,33            | + 0,95      | Q     |
| 4.      | Michaił Kuzniecow Dmitrij Łarionow    | 98,57    | 0        | 98,57            | + 4,19      | Q     |
| 5.      | Cédric Forgit Martin Braud            | 98,76    | 4        | 102,76           | + 8,38      | Q     |
| 6.      | Andrea Benetti Erik Masoero           | 101,64   | 2        | 103,64           | + 9,26      | Q     |
| 7.      | Mark Bellofiore Lachie Milne          | 98,17    | 6        | 104,17           | + 9,79      |       |
| 8.      | Paweł Sarna Marcin Pochwała           | 105,32   | 0        | 105,32           | + 10,94     |       |
| 9.      | Masatoshi Sanma Hiroyuki Nagao        | 104,10   | 6        | 110,10           | + 15,72     |       |
| 10.     | Hu Minghai Shu Junrong                | 112,08   | 52       | 164,08           | + 69,70     |       |

### Finał
| Miejsce | Zawodnicy                             | Czas półfinału | Czas [s] | Kary [s] | Czas Łącznie [s] | Różnica [s] | Uwagi |
| ------- | ------------------------------------- | -------------- | -------- | -------- | ---------------- | ----------- | ----- |
| złoto   | Pavol Hochschorner Peter Hochschorner | 94,88          | 93,94    | 2        | 190,82           | 0,00        |       |
| srebro  | Jaroslav Volf Ondřej Štěpánek         | 95,33          | 97,56    | 0        | 192,89           | + 2,07      |       |
| brąz    | Michaił Kuzniecow Dmitrij Łarionow    | 98,57          | 96,80    | 2        | 197,37           | + 6,55      |       |
| 4.      | Cédric Forgit Martin Braud            | 102,76         | 95,43    | 0        | 198,19           | + 7,37      |       |
| 5.      | Andrea Benetti Erik Masoero           | 103,64         | 98,48    | 2        | 204,12           | + 13,30     |       |
| 6.      | Felix Michel Sebastian Piersig        | 94,38          | 108,05   | 2        | 204,43           | + 13,61     |       |